# 2016年东南亚霾害
2016年东南亚霾害是由苏门答腊和加里曼丹的印尼农业大火引起的空气污染灾害。其影响了东南亚多个国家，包括印度尼西亚，马来西亚和新加坡。火灾归因于当地的非法刀耕火种行为。当地居民砍伐植被，以种植油棕榈树等其它经济作物。

## 详细情况
8月17日，在印度尼西亚的苏门答腊岛上发现了365个火灾热点，廖内省则发现了278个火灾热点。8月18日，在西加里曼丹省发现了158个火灾热点。到8月26日，由于大火，印度尼西亚的六个省宣布进入紧急状态：中加里曼丹，占碑，廖内，南加里曼丹，南苏门答腊和西加里曼丹。印度尼西亚报告称，2016年因火灾逮捕了约450人。
2016年8月17日，马来西亚的空气污染指数（AQI）首次在旱季超过该地区的“不健康”水平，最高AQI值达到110。8月24日，马来西亚提出，如果印度尼西亚正式请求帮助扑灭大火，马来西亚派遣两架庞巴迪415灭火飞机。
2016年8月26日，新加坡的24小时污染物标准指数（PSI）进入100以上的“不健康”范围，并且其3小时内PSI值达到了215。

## 救灾行动
2016年6月，新加坡向印度尼西亚提供了洛克希德C-130大力神飞机进行人工降雨，并向新加坡民防部队消防队提供了协助，并提供了卫星图片和确定火场坐标的协助。